# Hilde Lauer
Hilde Lauer, coniugata Tătaru (Orțișoara, 24 marzo 1943), è un'ex canoista rumena vincitrice di due medaglie ai Giochi olimpici di Tokyo 1964.

## Biografia
Iniziò con l'allenarsi nella disciplina del kayak a Timișoara per poi trasferirsi a Bucarest. Partecipò ai Giochi olimpici si Tokyo 1964 dove si classificò seconda nella gara di K-1 500, alle spalle della sovietica Ljudmila Pinaeva; e in coppia con Cornelia Sideri, arrivarono al terzo posto della gara K-2 500. A livello nazionale fu campionessa per 10 volte dal 1961 al 1969.

## Palmarès
| Anno | Manifestazione  | Sede  | Evento   | Risultato | Prestazione | Note |
| ---- | --------------- | ----- | -------- | --------- | ----------- | ---- |
| 1964 | Giochi olimpici | Tokyo | K-1 500m | Argento   | 2'15"35     |      |
| 1964 | Giochi olimpici | Tokyo | K-2 500m | Bronzo    | 2'00"25     |      |